# Salal
Salal és una regió de Somalilàndia, creada el 22 de març del 2008 per divisió de l'antiga regió d'Awdal. Els districtes de Zeila (Zeylac, Saylac) i Lughaye, que ocupaven la major part de la regió, van formar la nova, amb el nom derivat de la capital, Zeila o Saylac. Els altres dos districtes van romandre com a regió d'Awdal.
La regió fou divida en cinc distrites, dels quals tres eren de nova creació:
- Garba Dardar
- Boon
- Harirad
- Lughaye
- Zeila